# Muzeum Uniwersytetu Przyrodniczego w Poznaniu
Muzeum Uniwersytetu Przyrodniczego w Poznaniu – muzeum dokumentujące historię Uniwersytetu Przyrodniczego w Poznaniu. Placówka jest zlokalizowana w Kolegium Rungego przy ul. Wojska Polskiego.

## Historia
Pierwsze zbiory zgromadził Wacław Sokołowski – dyrektor Biblioteki Głównej Uniwersytetu. Od końca lat 70. XX wieku zabiegał on o uruchomienie muzeum Akademii Rolniczej przy bibliotece – bezskutecznie. Po przejściu na emeryturę prowadził dalsze działania w celu uruchomienia ekspozycji. Oficjalną datą uruchomienia placówki był rok 1989, a dokładnie wystawa z okazji 70-lecia studiów rolnych i leśnych w Poznaniu (Collegium Cieszkowskich). Kolekcję przejęło Stowarzyszenie Absolwentów uczelni w połowie lat 90. XX wieku. Wspierali je profesorowie Stefan Alexandrowicz i Mieczysław Rutkowski. Duże zasługi dla ożywienia ekspozycji poniósł prezes Stowarzyszenia – mgr inż. Jan Baier. Z funduszy Stowarzyszenia wykonano 39 gablot, wyposażono salę ekspozycyjną i podręczny magazyn. Od 1999 zapewniono środki na zatrudnienie kustosza. 

## Zbiory
W inwentarzu placówki znajduje się 590 jednostek tematycznych, które obejmują 4636 dokumentów. Są to m.in.: zdjęcia różnego rodzaju, portrety, obrazy, medale, dyplomy i odznaczenia, nekrologi i wspomnienia, dokumenty osobowe, opracowania dotyczące osób i wydarzeń. Do najcenniejszych obiektów należą: kopie listów Hipolita Cegielskiego do Augusta Cieszkowskiego w sprawie utworzenia Szkoły Rolniczej w Żabikowie, a także projekt ustawy określającej warunki działania tej szkoły, zdjęcia i dokumenty z lat 20. i 30. XX wieku, zielniki studenckie, operat utworzenia Nadleśnictwa Zielonka (1927) i modlitewnik prof. Józefa Rivolego.